# Spondylartropathie
De spondylartropathieën staan voor min of meer erfelijke aandoeningen waarbij overlap is in kenmerken als artritis van met name de wervelkolom en ontstekingen op de plaatsen waar pezen en/of ligamenten vastzitten aan de botten (de zogenaamde "enthesitis").
De artritis kan echter ook op andere plaatsen voorkomen. Er is een associatie met HLA-B27 en in mindere mate met HLA-Cw6. Naast de gewrichtsontstekingen is de aandoening geassocieerd met nog andere (reumatologische) fenomenen als uveïtis, sacro-illiitis, iritis maar ook met de zogenaamde Inflammatory bowel disease. Ziekten als de ziekte van Bechterew, het syndroom van Reiter, arthritis psoriatica maar ook de ziekte van Crohn en colitis ulcerosa overlappen soms met de spondylartropathieën. Het is discutabel of de ziekte van Whipple, de ziekte van Behçet en het syndroom van Tietze en/of costochondritis ertoe behoren. Er is geen overlap met reumatoïde artritis.